# Храповский, Пётр
Пётр Храповский (пол. Piotr Chrapkowski; род. 24 марта 1988) — польский гандболист.

## Карьера
Клубная

Пётр Храповский начал профессиональную карьеру в клубе AZS AWFiS Gdańsk. В 2010 году Храповский переходит в польский клуб Висла Плоцк. В составе Вислы Плоцк Храповский стал чемпионов Польши. В 2013 году Пётр Храповский перешёл в Виве Таурон Кельце. В составе Вива Таурон Кельце Пётр Храповский стал 3 раза чемпионом Польши, выиграл лигу чемпионов ЕГФ. В 2017 году Храповский перешёл в СК Магдебург.
В сборной

Пётр Храповский выступает за сборную Польши с 2010 года.  Всего за сборную Пётр Храповский сыграл 69 матча и забил 110 гола.

## Титулы
- лига чемпионов ЕГФ: 2016
- чемпион Польши: 2011, 2014, 2015, 2016
- кубок Польши: 2014, 2015, 2016
- Бронзовый призёр чемпионата Мира: 2015

## Статистика
Статистика Пётр Храповский в сезоне 2019/20 указана на 09.01.2020.
| Сезон          | Клуб      | Лига       | Матчи | Голы | 7-метр | Голы |
| -------------- | --------- | ---------- | ----- | ---- | ------ | ---- |
| 2017/18        | Магдебург | Бундеслига | 33    | 42   | 0      | 42   |
| 2018/19        | Магдебург | Бундеслига | 31    | 36   | 0      | 36   |
| 2019/20        | Магдебург | Бундеслига | 20    | 9    | 0      | 9    |
| 2017 — по н.в. | Итого     | Бундеслига | 84    | 87   | 0      | 87   |